# Ida Presti
Ida Presti (França, 31 de maio de 1924 - 1967) foi uma violonista clássica francesa, já foi denominada como a melhor violonista do século XX e possivelmente de toda a história.